# Confessions (альбом Лайзы Миннелли)
| Оценки критиков | Оценки критиков |
| Источник        | Оценка          |
| --------------- | --------------- |
| AllMusic        | [ 1 ]           |

Confessions — одиннадцатый студийный альбом американской актрисы и певицы Лайзы Миннелли, выпущенный 21 сентября 2010 года на лейбле Decca Records. Он стал её первым студийным релизом почти за пятнадцать лет.

## Об альбоме
Лайза Миннелли, которая выступала в основном как интерпретатор музыкальных песен и поп-стандартов с большим оркестровым аккомпанементом, на этом же альбоме певица берётся за исполнение джазовых стандартов нескольких композиторов и авторов песен из великого американского песенника. При этом Миннелли отказывается от своей обычной энергичной, динамичной манеры пения. Сама она называла исполняемые ею песни самыми любимыми и интимными, которые до сих пор пела только наедине с друзьями и знакомыми. Инструментальное сопровождение на этот раз осуществлял пианист Билли Стрич, который работал с Миннелли в течение многих лет.

## Список композиций
| №                   | Название                   | Автор(ы)                                         | Длительность |
| ------------------- | -------------------------- | ------------------------------------------------ | ------------ |
| 1.                  | «Confession»               | Говард Дитц, Артур Шварц                         | 1:45         |
| 2.                  | «You Fascinate Me So»      | Сай Коулман, Кэролин Ли                          | 3:10         |
| 3.                  | «All the Way»              | Сэмми Кан, Джимми Ван Хьюсон                     | 4:09         |
| 4.                  | «I Hadn’t Anyone Till You» | Рей Нобл                                         | 2:47         |
| 5.                  | «This Heart of Mine»       | Артур Фрид, Гарри Уоррен                         | 2:47         |
| 6.                  | «I Got Lost in His Arms»   | Ирвинг Берлин                                    | 3:43         |
| 7.                  | «Remind Me»                | Дороти Филдс, Джером Керн                        | 3:05         |
| 8.                  | «Close Your Eyes»          | Бернис Петкер                                    | 2:53         |
| 9.                  | «He’s a Tramp»             | Джонни Берк, Пегги Ли                            | 2:33         |
| 10.                 | «I Must Have That Man»     | Дороти Филдс, Джимми Макхью                      | 3:31         |
| 11.                 | «On Such a Night as This»  | Маршалл Барер, Хью Мартин                        | 3:54         |
| 12.                 | «Moments Like This»        | Бертон Лейн, Фрэнк Лессер                        | 2:46         |
| 13.                 | «If I Had You»             | Джеймс Кэмпбелл, Реджинальд Коннелли, Тед Шапиро | 4:48         |
| 14.                 | «At Last»                  | Мак Гордон, Гарри Уоррен                         | 3:29         |
| Общая длительность: | Общая длительность:        | Общая длительность:                              | 45:20        |

## Чарты
| Чарт (2010)         | Высшая позиция |
| ------------------- | -------------- |
| США (Billboard 200) | 196            |